# Podargus
Podargus es un género aves caprimulgiformes de la familia Podargidae. Todos los miembros de esta familia se encuentran en Australia y algunas de ellas en Papúa Nueva Guinea, Indonesia y las islas Salomón.

## Especies
Se reconocen tres especies:
- Podargus ocellatus — podargo ocelado;
- Podargus papuensis — podargo papú;
- Podargus strigoides — podargo australiano.